# Bakonszeg
Bakonszeg (hongrois : Bakonszeg [ˈbɒkonsɛɡ]) est une localité hongroise située dans le comitat de Hajdú-Bihar.

## Nom et attributs

### Toponymie
Selon une des hypothèses étymologiques, le nom de la localité dériverait du mot « bak » (bouc) et de « szeg » (repli, coin), en référence à l'usage pastoral qu'en faisaient les propriétaires du château d'Aka — d'abord les chevaliers de Saint-Jean, puis les moines franciscains — qui y faisaient paître leurs troupeaux dans une boucle du Berettyó. Le nom originel Bakszeg aurait évolué vers Bakonszeg. Une autre théorie avance que le nom provient de la combinaison du mot bakony (désignant une zone boisée en Transylvanie) et de szeg (angle, coin), qui aurait d'abord donné Bakonyszeglet, puis aurait été abrégé en Bakonszeg.

## Site et localisation

### Topographie et hydrographie
Bakonszeg est située dans la plaine entre le Berettyó et le Kálló, sur la rive droite du Berettyó. La ville la plus proche est Berettyóújfalu, située à environ 7 kilomètres au nord-est. Parmi les localités voisines, on trouve Zsáka au sud, Nagyrábé à l'ouest et Bihartorda au nord-ouest.

## Histoire
La première mention écrite connue de Bakonszeg remonte à 1434, sous la forme Bakonzeegh. L'histoire ancienne de la localité est étroitement liée à celle du village voisin d'Aka, mentionné dès 1283 dans les sources écrites.
Au XVe siècle, les familles Izsáky et Bessenyey furent seigneurs du lieu. Durant la période de l'occupation ottomane, le village fut déserté, puis repeuplé ultérieurement.
Au XIXe siècle, la localité appartenait aux familles Rhédey et Vay.

## Population

### Minorités culturelles et religieuses
En 2001, la population de Bakonszeg était presque entièrement d'ethnie hongroise.
Lors du recensement de 2011, 87,8 % des habitants se déclaraient hongrois, 0,3 % roms, 0,5 % allemands et 1,7 % roumains ; 11,9 % n'ont pas souhaité se prononcer. En raison des identités multiples, le total peut dépasser 100 %. Côté religion, 54,9 % se déclaraient réformés, 3,4 % catholiques romains, 0,2 % gréco-catholiques, 17,3 % sans confession, tandis que 20,6 % n'ont pas répondu.
Au recensement de 2022, 94,2 % des habitants se déclaraient hongrois, 0,7 % roumains, 0,4 % roms, 0,4 % allemands, 0,3 % ukrainiens, 0,1 % croates, et 1,6 % d'une autre nationalité non autochtone ; 5,7 % n'ont pas répondu. Sur le plan religieux, 45,3 % des habitants se déclaraient réformés, 2,7 % catholiques romains, 0,7 % gréco-catholiques, 2,7 % autres chrétiens, 0,6 % autres catholiques, 0,4 % orthodoxes, et 19,7 % sans confession ; 27,9 % n'ont pas répondu.

## Équipements

### Réseaux extra-urbains
La route secondaire 4213 traverse le centre de Bakonszeg d'ouest en est, reliant Biharnagybajom à Berettyóújfalu ; elle permet l'accès aux routes principales 4 et 47. La route 4224 relie le village à Zsáka.
La commune n'est pas desservie directement par le chemin de fer, bien que la ligne ferroviaire Püspökladány–Biharkeresztes longe de près la limite nord de son territoire. La gare la plus proche est celle de Berettyóújfalu, située sur cette ligne.

## Patrimoine local
La localité abrite une demeure de style baroque, la kuria Nadányi–Miskolczy.
On y trouve également la maison où vécut un temps l'écrivain György Bessenyei, aujourd'hui transformée en musée commémoratif.

## Personnalités liées à la localité
L'écrivain et poète György Bessenyei (1747–1811), figure marquante du siècle des Lumières hongrois surnommé « l'ermite de Bihar », a vécu à Bakonszeg entre 1785 et 1811. Sa maison, toujours conservée, abrite aujourd'hui un musée commémoratif.
La localité est également le lieu de naissance d'Ágnes Nadányi (1904–1985), athlète hongroise spécialiste du lancer du disque, et d'Attila Krasznahorkay (né en 1954), physicien nucléaire, docteur de l'Académie hongroise des sciences depuis 2001.
Parmi les personnalités contemporaines liées à Bakonszeg, on compte Mária Zsuzsanna Fenyvesvölgyiné Tóth (née en 1962), enseignante, artiste graphique et Chevalier de la Culture hongroise, qui y réside actuellement.
Le comédien Gábor Horváth (né en 1967) a quant à lui passé son enfance à Bakonszeg.